# 에브리 싱글 데이
에브리싱글데이(Every Single Day)는 비트 있는 모던 록을 추구하는 3인조 밴드이다. 1997년 부산 MBC 전국 락 페스티벌 대상을 받았으며, 1999년 첫 앨범[Broken Street)으로 정식 데뷔하였다. 락사운드 기반 위에서 감정과 시간의 변화에 따라 솔직하게 변화하는 음악을 하고 있으며, 6장의 정규앨범과 2장의 미니앨범을 발매하였고, 단독공연과 프로젝트 공연, 국내외 다양한 페스티벌과 브랜드 쇼케이스에 참여하며 왕성한 활동중이다.
2010년 MBC드라마 ‘파스타’를 시작으로 ‘골든타임’ ‘너의 목소리가 들려’ ‘피노키오’ ‘너를 사랑한 시간’ 등 TV드라마 음악감독을 맡는 동시에 직접 O.S.T에 뮤지션으로도 참여하면서 음악감독과 뮤지션으로의 인정을 함께 받고 있다. 에브리싱글데이라는 이름으로 음악을 시작한지 18년차인 지금도 멤버들간의 끈끈한 우정과 음악적 감성에 대한 믿음으로, 본인들의 삶속에서 느끼는 순수한 감정들을 충실하게 음악속에 녹여내고자 노력하고 있다.

## 구성원
- 문성남(보컬, 베이스) & 드라마 음악감독
- 정재우(기타, 프로그래밍)
- 김효영(드럼, 퍼쿠션, 코러스)

### 이전 구성원
- 강문철(드럼,1집 Broken Street )

## 음반 목록

### 정규 앨범
- 1집 〈Broken Street〉 (1999년 10월)
- 2집 〈Every Single Day〉 (2004년 12월 3일)
- 3집 〈Tom`s Diary〉 (2007년 4월 17일)
- 4집 〈The Bright Side〉 (2008년 7월 4일)
- 5집 〈Moment〉 (2011년 7월 22일)
- 6집 〈아무렇지 않은 듯〉 (2015년 11월 26일)

### EP
- 〈Happy Birthday〉 (2001년 9월 5일)
- 〈구름 다리〉 (2013년 9월 3일)

### 싱글
- 〈Happy Birthday 2008〉 (2007년 12월 18일)
- 〈낮잠〉 (2013년 8월 27일)
- 〈Lucky Day〉 (2015년 8월 31일)
- 〈모래시계〉 (2015년 9월 25일)
- 〈소나기〉 (2015년 10월 29일)

### 컴필레이션 앨범
- '97 MBC 라디오 Rock 음악제 (1998년 2월) (06.내꺼야)
- 후루츠 Dance Paradise (2002년) (05.키스)
- Original Dance Paradise 댄스천국 (2003년 8월 27일)
- 김사랑의 Love Is... (2004년 1월 14일) (CD2-13.그때쯤)
- Found Tracks Vol.13 (2011년 9월 8일) (03. Dial)
- Found Tracks Vol.38 (2013년 10월 16일) (03. Yes, I'm In Love)
- 해녀, 이름을 잇다 (2014년 9월 2일) (02.언제부턴가)
- Tree-Color Plate (2014년 11월 7일, 에브리싱글데이, 박현, 최수정)
- 숨 (SUM∞) 다섯번째 그린플러그드 공식 옴니버스 앨범 Part 2 (2015년 4월 22일) (01.봄날 햇살)
- 숨 (SUM∞) 다섯 번째 그린플러그드 공식 옴니버스 앨범 (2015년 5월 7일) (01.봄날 햇살)
- 양방언 Echoes for PyeongChang (2017년 10월 27일) (07. Go! ARARI)

### O.S.T
- 애니메이션 오디션 OST (2009년 12월 21일) (07. U-Turn)
- 영화 레인보우 OST (2010년 11월 11일)
- 드라마 파스타 OST
  - 파스타 OST Part.1 (2010년 1월 6일) (lucky day)
  - 파스타 OST Part.3 (2010년 2월 9일) (lucky day)
  - 파스타 OST Part.5 (2010년 3월 8일) (시간의 숲, 나나나, 틱톡, Gold Fish)
- 드라마 마이 프린세스 OST
  - 마이 프린세스 OST Part.1 (2011년 1월 5일) (노을, change)
  - 마이 프린세스 OST Part.2 (2011년 2월 7일) (마음, falling)
- 드라마 골든 타임 OST (2012년 9월 19일) (모래시계, cold, father 등)
- 드라마 청담동 앨리스 OST (Vol.1 2013년 1월 8일 / Vol.2 2013년 1월 31일)
  - 청담동 앨리스 OST Part 1 (2012년 12월 1일) (소나기)
  - 청담동 앨리스 OST Part 6 (2013년 1월 11일) (앨리스)
- 드라마 너의 목소리가 들려 OST (2013년 7월 30일)
  - 너의 목소리가 들려 OST Part 1 (2013년 6월 13일) (돌고래, 에코)
- 드라마 미스코리아 OST (2014년 2월 14일) (New World, Street of Angels, Take My Hands)
- 드라마 갑동이 OST (2014년 10월 30일)
  - 갑동이 OST Part 1 (2014년 5월 16일) (Rush)
  - 갑동이 OST Part 2 (2014년 5월 30일) (Time)
- 드라마 피노키오 OST (2015년 1월 15일)
  - 피노키오 OST Part 3 (2014년 12월 4일) (Non-fiction, Challenge, My Story)
- 드라마 구여친클럽 OST Part 4 (2015년 6월 12일) (Waltz For You)
- 드라마 너를 사랑한 시간 OST (2015년 8월 8일)
  - 너를 사랑한 시간 OST Part 4 (2015년 7월 18일) (마음이 가네)
  - 너를 사랑한 시간 OST Part 6 (2015년 8월 1일) (너와의 거리)
- 드라마 욱씨남정기 OST (2016년 5월 14일)
  - 욱씨남정기 OST Part 1 (2016년 3월 19일) (이웃집 마녀)
- 드라마 힘쎈여자 도봉순 OST Part 7 (2017년 4월 8일) (Super Power Girl)
- 드라마 고백부부 OST (2017년 11월 20일)
  - 고백부부 OST Part 1 (2017년 10월 14일) (Go Back)
  - 고백부부 OST Part 7 (2017년 11월 18일) (Perfect Life)
- 드라마 저글러스 OST (2018년 1월 30일)
  - 저글러스 OST Part 2 (2017년 12월 12일) (Get Me Now)
- 드라마 서른이지만 열일곱입니다 OST (2018년 9월 18일)
  - 서른이지만 열일곱입니다 OST Part 1 (2018년 7월 30일) (Seventeen)
- 드라마 특별근로감독관 조장풍 OST
  - 특별근로감독관 조장풍 OST Part 2 (2019년 5월 7일) (Long Sigh)